# Braids on a Bald Head
Braids on a Bald Head es un cortometraje nigeriano de 2010 dirigido por Ishaya Bako sobre la cultura del pueblo Hausa. Ganó el premio al Mejor Cortometraje en la octava edición de los Premios de la Academia del Cine Africano.

## Sinopsis
Hauwa es una esposa islámica totalmente sumisa, que hace todo lo que su marido le dice, independientemente de su conveniencia. Su esposo, Musa, determina su libertad sexual y financiera. Por otro lado, Samira es una mujer independiente, que vive sola sin un esposo o padre. A pesar de estar inicialmente incómoda por la idea de que una mujer de la edad de su vecina siga soltera, ambas comienzan a desarrollar una amistad, hasta que Samira besa a Hauwa, revelando otro tipo de interés. A pesar de que Hauwa reconoció el acto como una "abominación", este evento y su vínculo con Samira le dan el valor de enfrentar por primera vez el maltrato que ha estado soportando por parte de su esposo.

## Elenco
- Mannura Umar como Hauwa
- Lucy Ameh como Samira
- Johnson Yakubu Sani como Musa
- Tina David como Mama Nkechi
- Jennifer Igbinovia como Helen
- Mopelola Akanbi como Jumoke